# 1957 في بلجيكا
فيما يلي قوائم الأحداث التي وقعت خلال عام 1957 في بلجيكا.

## رياضة
- 1 يناير – بطولة العالم لسباق الدراجات على الطريق 1957
- 1 يناير – بطولة العالم للدراجات على المضمار 1957

## مواليد

### يناير
- 2 يناير – دانيال بلامر درّاج طريق بلجيكي.
- 11 يناير – كلود كريكويليون درّاج طريق بلجيكي.
- 17 يناير – ميشال فارتين

### فبراير
- 7 فبراير – بول دو كيسير درّاج طريق بلجيكي.
- 28 فبراير – يان كويلمانس لاعب كرة قدم بلجيكي.

### يونيو
- 11 يونيو – فيرنر ديفوس درّاج طريق بلجيكي.

### يوليو
- 13 يوليو – تييري بوتسين
- 15 يوليو – بنيامين فيرمولين درّاج طريق بلجيكي.

### نوفمبر
- 13 نوفمبر – والتر دي غريف لاعب كرة قدم بلجيكي.

### ديسمبر
- 25 ديسمبر – غي فاندرسميسن لاعب كرة قدم بلجيكي.

## وفيات

### مايو
- 11 مايو – تيوفيل دو دوندر (مواليد 1872) فيزيائي بلجيكي.

### أكتوبر
- 25 أكتوبر – هنري فان دي فيلدي (مواليد 1863)